# مجموعة كلمات للنشر
مجموعة كلمات للنشر هي دار نشر إماراتية تأسست عام 2007م، أصدرت الدار العديد من المنشورات الأدبية والكتب والروايات العربية التي تهتم بالطفل، كما شاركت في العديد من معارض الكتاب المحلية والدولية.

## تاريخ الدار
قامت بدور بنت سلطان بن محمد القاسمي بإنشاء وتأسيس مجموعة كلمات للنشر رسمياً عام 2007م، وهي إحدى كيانات مؤسسة كلمات والتي تهتم بالطفل والناشئة. وتخدم الدار القضايا الأدبية والفكرية الخاصة بالأطفال والصغار. وتعتبر مجموعة كلمات دار النشر الأولى في الإمارات العربية المتحدة المختصة بنشر وتوزيع كتب قيّمة للأطفال باللغة العربية وإنتاجها وفق المعايير العالمية، وقد فازت مجموعة كلمات بجائزة الشيخ زايد للكتاب فرع النشر عام 2017م..كما تمكنت "مجموعة كلمات" منذ تأسيسها من توزيع كتبها في أكثر من 16 دولة، وقدمت ما يزيد على 500 إصدارًا فاز العديد منها بجوائز عربية ودولية.و عملت المجموعة مع أكثر من 120 كاتبًا من أشهر الكتاب في العالم العربي والعالم، وتُرجم أكثر من 50 كتاب من إصداراتها، من اللغة العربية إلى لغات أُخرى.

## مجالات الدار
تتنوع إصدارات الدار وتغطي موضوعات مختلفة على رأسها أدب الطفل، وقد أصدرت الدار أعمال متنوعة في مجالات مختلفة منها:
- القصص المصورة للأطفال
- المجموعات القصصية لليافعين
- روايات الأطفال واليافعين
- المقالات والخواطر الخاصة بالصغار

## مساهمات ثقافية
تنشر مجموعة كلمات للعديد من الكتاب والأدباء العرب مثل: ميثاء الخياط، وأمل ناصر، ومهند العاقوص.

## الجوائز
- جائزة الشيخ زايد للكتاب - فرع النشر والتقنيات الثقافية لعام 2017م.[1]

## وصلات خارجية
- مجموعة كلمات للنشر